# Liste der Kulturdenkmale in Freiburg im Breisgau
In der Liste der Kulturdenkmale in Freiburg im Breisgau sind Bau- und Kunstdenkmale der Stadt Freiburg im Breisgau verzeichnet, die im „Verzeichnis der unbeweglichen Bau- und Kunstdenkmale und der zu prüfenden Objekte“ des Landesamts für Denkmalpflege Baden-Württemberg verzeichnet sind. Dieses Verzeichnis ist nicht öffentlich und kann nur bei „berechtigtem Interesse“ eingesehen werden. Die folgende Liste ist daher nicht vollständig.
Lokal zuständig ist die Stadt Freiburg im Breisgau – Untere Denkmalschutzbehörde, diese schlägt potentielle Kulturdenkmale der höheren Denkmalschutzbehörde für die Eintragung in das Denkmalbuch vor.

## Kulturdenkmale nach Stadtteilen

### Gesamtanlage Freiburg im Breisgau
Die Gesamtanlage „Historische Altstadt und Innenstadtbereich“ steht unter Denkmalschutz. Details wurden der historischen Ortsanalyse aus einem Denkmalpflegerischen Werteplan entnommen.
Dazu gehören u. a.
- Liste von historischen Objekten in der Freiburger Altstadt
- Breisacher Tor, ca. 17. Jahrhundert, eines von ursprünglich vier Toren der barocken Festung
- Colombischlössle, ursprünglich Herrenhaus, heute Museum, erbaut 1861
- Erzbischöfliches Ordinariat Freiburg
- Fischbrunnen, erbaut 1483, spätgotisch, ältester Brunnen der Stadt
- Münster Unserer Lieben Frau, erbaut 1513, bis 1298 Pfarrkirche („ecclesia parochialis“), „Münster“ seit mindestens 1356, seit 1827 Bischofskirche des Erzbistums Freiburg
- Haus zum Ritter
- Haus zum Walfisch, Bürgerhaus, spätgotisch, erbaut in den 1510er Jahren
- Historisches Kaufhaus
- Kageneck’sches Haus
- Martinstor (Norsinger Tor), Stadttor mit Turm erbaut vermutlich 1202
- Altes Rathaus, drei Gebäude, Renaissance
- St. Martin, Franziskanerkirche, spätgotisch
- Schwabentor
- Siegesdenkmal, errichtet 1876 vor der damaligen Karlskaserne, zum Sieg Deutschlands im Deutsch-Französischen Krieg im Jahre 1871
- Wentzingerhaus „Zum Schönen Eck“, Wohnhaus, spätbarock, Architekt: Johann Christian Wentzinger, zunächst von diesem selbst genutzt

| Bild           | Bezeichnung                                        | Lage                                               | Datierung | Beschreibung | ID |
| -------------- | -------------------------------------------------- | -------------------------------------------------- | --------- | --- | -- |
|                | Brunnen                                            | Adelhauser Klosterplatz                            |           | Brunnen mit muschelartig gestalteter Schale, verziert mit Delphinen und Blattwerk auf einem Stock; geschaffen nach dem antiken Vorbild ”Der Knabe mit der Gans“; geschaffen von Bildhauer Alois Knittel, 1911. Geschützt nach §§ 2 (Kleindenkmal) DSchG |    |
|                | Wohnhaus mit Ausstattung und Garten                | Adelhauser Straße 10                               |           | Zweigeschossiges, traufständiges Gebäude mit Satteldach mit Gaupen; Putzfassade mit regelmäßig gereihten Fensterachsen; die Fenster mit spätklassizistischen Rahmungen und Klappläden versehen, abschließend profiliertes Traufgesims mit Klötzchenfries; frühes 19. Jahrhundert mit leichten Überformungen (Erneuerung Sprossenfenster, Dachausbau u.a.) Geschützt nach §§ 12 (Gebäude) DSchG |    |
|                | Wohnhaus mit Nebengebäude                          | Adelhauser Straße 12                               |           | Zweigeschossiger, giebelständiger Satteldachbau; die Fassade verputzt und regelmäßig in 3:4 Achsen gegliedert; zum Dach hin profiliertes Traufgesims; die Fenster mit schlichte Sandsteinrahmungen und Klappläden versehen; unter dem vorderen Gebäudeteil großer Keller mit Tonnengewölbe und Stichkappen sowie rundbogigem Zugang; der Keller und die dicken Außenmauern dürften noch vom 1262 err. Wilhelmitenklosters stammen; das Haus einschließlich Rückgebäude mit Walmdach stammt aus dem 1. Viertel des 19. Jh. Geschützt nach §§ 2 (Sachgesamtheiut) DSchG |    |
|                | Wohnhaus mit Laden                                 | Adelhauser Straße 14, 16 u. Marienstraße 10        |           | Aus drei Hausteilen bestehendes, dreigeschossiges und traufständiges Wohnhaus mit Satteldach mit Gaupen; verputzte Rasterfassade mit klarer Geschossgliederung und abgesetztem Sockel sowie schmalen, stichbogigen Hauseingängen; die Hauptgeschosse reich dekoriert mit Fensterverdachungen und abschließendem Konsolfries. Die abgeschrägte Ecke zur Marienstraße durch Erker zusätzlich akzentuiert; erbaut 1889 und nachträglich nur leicht überformt (u.a. Austausch Fenster) Geschützt nach §§ 2 (Gebäude) DSchG |    |
|                | Wohnhäuser                                         | Adelhauser Straße 14, 16 u. Marienstraße 10        |           | Aus drei Hausteilen bestehendes dreigeschossiges und traufständiges Wohnhaus mit Satteldach mit Gaupen; die an der Adelhauserstraße liegenden beiden Gebäude (Bild) einheitlich gestaltet mit klarer Geschossgliederung und abgesetztem Sockel sowie schmalen, stichbogigen Hauseingängen; die Hauptgeschosse durch Verdachungen und dekorative Brüstungsfelder zusätzlich akzentuiert; erbaut 1889 und nachträglich nur leicht überformt (u.a. Austausch Fenster). Geschützt nach §§ 2 (Gebäude) DSchG |    |
|                | Giebelwand                                         | Adelhauser Straße 20                               |           | Giebelwand eines ehemaligen Scheunengebäudes des 16. Jahrhunderts; diese Scheune wurde im 20. Jh. weitgehend erneuert und dient heute als Garage. Markant ist das tief herabgezogene Satteldach Geschützt nach §§ 2 (Bauteil) DSchG |    |
|                | Wohnhaus, ehem. Scheune                            | Adelhauser Straße 20a                              |           | Zu Wohnhaus umgebaute Scheune mit ausgebautem Satteldach; die Fassade bis auf die aus Sandstein hergestellte Eckquaderung und die Gewände verputzt; markantes breites Rundbogenportal mit Keilstein, daneben schmaler, ebenfalls rundbogiger Hauseingang; errichtet vermutlich Anfang des 18. Jh. als Bestandteil des kleinbürgerlich-handwerklich geprägten Viertels und im 20. Jh. modern erweitert und umgestaltet Geschützt nach §§ 2 (Gebäude) DSchG |    |
|                | Keller des Hauses zum krummen Eck                  | Adelhauser Straße 29, 31, 31a                      |           | Kulturdenkmaleigenschaft besitzt der spätmittelalterliche Keller. Das Gebäude selbst ist erhaltenswert: Der zweigeschossige, im Westen dreigeschossige Traufseitbau steht unter Satteldach, das über einem dekorativen Fries leicht auskragt; die im Habitus des 19./fr. 20. Jh. überkommene Fassade ist entsprechend verputzt und durch stehende Öffnungen mit farblich abgesetzten Faschen regelmäßig gegliedert; im EG gibt es einen Laden- bzw. Gaststätteneinbau; im Kern 15. Jh., im 19./20. Jh. wiederholt modernisiert. Geschützt nach §§ 2 (Bauteil) DSchG |    |
| Weitere Bilder | Ehem. Adelhauser Kloster mit Klosterkirche         | Adelhauser Straße 33                               |           | Ehemalige Klosteranlage mit Ausstattung sowie archäologisch relevanter Bodenbereiche des Klostergeländes und des Vorplatzes, im Innenhof Brunnen. Um einen Innenhof gruppierte Vierflügelanlage mit integrierter Klosterkirche im SW. Das Langhaus erstreckt sich parallel zur Adelhauser Straße und zeigt hier eine schlichte Fassade mit Kolossalordnung und schmalen, hohen Segmentbogenfenstern; an neuem Standort errichtet zwischen 1677 und 1694 als sog. Neukloster und nach 1803 u.a. als städt. Mädchen-Bürgerschule genutzt Geschützt nach §§ 12 (Gebäude) DSchG |    |
|                | Wohnhaus                                           | Adlerstraße 04                                     |           | Dreigeschossiges, traufständiges Gebäude mit Satteldach mit Gaupen; hierarchisch gegliederte Putzfassade mit Gurtgesimsen und zwei Doppelachsen in der Fassadenmitte mit davor angesetzten Balkonen mit Schmiedeeisengittern; seitliche Tordurchfahrt mit segmentbogigem Gewände und bauzeitlicher Oberlichttüre; errichtet um 1890 und nachträglich kaum verändert Geschützt nach §§ 2 (Gebäude) DSchG |    |
|                | Doppelmietshaus                                    | Adlerstraße 05, 07                                 |           | Dreigeschossiges, traufständiges Doppelmietshaus mit Satteldach und Gaupen; achsensymmetrische Fassadengliederung mit seitlichen Eingängen und hierarchisch gestalteter Putzfassade im Stil der Neorenaissance mit Gurtbändern, Fensterschürzen und Dreiecksgiebelverdachungen über den Fenstern (bei Nr. 7); abschließend auskragendes Traufgesims mit Klötzchenfries; die bauzeitliche Eingangstüre bei Nr. 5 erhalten; erbaut 1888 und nachträglich nur leicht überformt bzw. bei Nr. 7 Umbau des EG durch Ladeneinbau Geschützt nach §§ 2 (Gebäude) DSchG |    |
|                | Wohnhaus                                           | Adlerstraße 09                                     |           | Dreigeschossiges Eckgebäude mit abgewalmtem Satteldach mit Gaupen; Putzfassade mit 2:4 Achsen und einer Achse an der abgeschrägten Gebäudeecke und hier in der Beletage durch einen Balkon mit Schmiedeeisengitter betont; die Fassade im Stil der Neorenaissance durch umlaufende Gesimse und Fensterrahmungen streng gegliedert und zum Dach durch Traufgesims mit Klötzchenfries abgeschlossen; die bauzeitliche Oberlichttüre erhalten; errichtet um 1890 und nur leicht überformt (u.a. Fenster). Geschützt nach §§ 2 (Gebäude) DSchG |    |
|                | Doppelhaus                                         | Adlerstraße 11, 13                                 |           | Zwei- bis dreigeschossiges, traufständiges Doppelhaus mit Satteldach und Gaupen; achsensymmetrische Fassadengliederung mit seitlichen Eingängen und hierarchisch gestalteter Putzfassade im Stil der Neorenaissance mit Gurtbändern, Fensterschürzen und Stichbogenfenstern im EG; abschließend auskragendes Traufgesims mit Klötzchenfries; erbaut um 1890; Nr. 13 nach 1950 modern um ein Vollgeschoss aufgestockt und die Fenster ausgetauscht Geschützt nach §§ 2 (Gebäude) DSchG |    |
|                | Arbeiterwohnhäuser                                 | Adlerstraße 15, Gretherstraße 3, 5, 7              |           | Geschlossene Reihe zweigeschossiger Traufseithäuser mit Satteldächern (mit neuen Gaupen); schlichte Putzfassaden mit regelmäßig angeordneten Fensterachsen, schmalen Hauseingängen mit Außenstufen und abgesetzten Sockelgeschossen mit querrechteckigen Kellerfenstern mit hölzernen Verschlüssen; die Fenster mit Klappläden und farblich abgesetzten Rahmungen versehen; die Wohnungen besitzen auf die soziale Stellung der Bewohner zugeschnittene Grundrisse; err. 1864/65 als Arbeiterhäuser der Gießerei Fauler. Geschützt nach §§ 2 (Gebäude) DSchG |    |
|                | Wohn- und Geschäftshaus, ehem. Badhau              | An der Mehlwaage 02                                |           | In Ecklage zur Kaiser-Joseph-Straße liegendes schmales, tiefes und dreigeschossiges Eckgebäude mit steilem, dreigeschossigen Satteldach; die neobarocke Putzfassade durch Ecklisenen, Sprenggiebelportal und Klötzchenfries jeweils dreiachsig gegliedert; die Kernsubstanz spätmittelalterlich; 1826/27 Abbruch Pultdach und Neubau Satteldach; im 20. Jh. u.a. Einbau von Gaupen und Ladenumbau. Geschützt nach §§ 2 (Gebäude) DSchG |    |
|                | Ehem. Augustinerkloster, heute Augustinermuseum    | Augustinerplatz 01, 03, Salzstraße 32              |           | Unmittelbar an der Stadtmauer stehender, um zwei Höfe gruppierter Gebäudekomplex mit an der Salzstraße liegender ehem. Klosterkirche; deren Fassade durch schmale, mit Ochsenaugen überhöhte Rundbogenfenster gegliedert; in der 1. Hälfte des 14. Jh. errichtet und zu Beginn des 18. Jh. umgebaut; 1823 Umnutzung zu Stadttheater, 1922/23 tlw. barocke Wiederherstellung und Einrichtung eines Museums; seit 2006 umfangreiche Renovierungs- und Umbauarbeiten, einschl. Errichtung neuer Gebäudetrakte. Zur Sachgesamtheit Augustinermuseum zählen neben den Stadtmauerresten auch die Reste des alten Stadtgrabens (Flstnr. 1194) Geschützt nach §§ 12 (Sachgesamtheit) DSchG |    |
|                | Wohnhaus                                           | Belfortstraße 13, 15, 17                           |           | Wohnhaus bestehend aus drei Abschnitten; diese jeweils traufständig, dreigeschossig mit Satteldach (außer bei Nr. 17) mit Gaupen; strenge hierarchische Fassadengliederung in Form von Lisenen, verkröpften Gurtgesimsen und profilierten Fenstergewänden; die Mittelachsen jeweils risalitartig zusammengefasst und in der Beletage durch Balkone betont; bei Nr. 17 zusätzlich Blendgiebelaufsatz; errichtet in den 1870er Jahren und bei Nr. 17 das Dach in jüngerer Zeit modern ausgebaut. Geschützt nach §§ 2 (Gebäude) DSchG |    |
|                | Wohnhaus, heute Universitätsgebäude                | Belfortstraße 14                                   |           | Dreigeschossiges, traufständiges Gebäude mit Satteldach; strenge Fassadengliederung in Form von Gesimsbändern und flachen Pilastern; das EG mit Bandrustika und Tordurchfahrt zum rückwärtigen Hof bzw. erkerartigem Fenster in der Mittelachse; in der Beletage Balkon mit Schmiedeeisengitter sowie Fenstern mit Verdachungen; in den 1870er Jahren als Wohnhaus erbaut und heute durch die Universität genutzt Geschützt nach §§ 2 (Gebäude) DSchG |    |
|                | Wohnhaus, heute Universitätsgebäude                | Belfortstraße 16                                   |           | Viergeschossiges, traufständiges Gebäude mit Satteldach; weitgehend symmetrische Fassadengliederung mit Lisenen und Gurtbändern; im EG Bandrustika und seitliche Tordurchfahrt zum Hof; in der Beletage die Fenster durch Verdachungen akzentuiert bzw. die Mittelachse durch Balkon mit Balustergeländer; in den 1870er Jahren als Wohnhaus erbaut und heute durch die Universität genutzt. Das Gebäude wurde nachträglich um ein Vollgeschoss aufgestockt Geschützt nach §§ 2 (Gebäude) DSchG |    |
|                | Wohnhaus, heute Universitätsgebäude                | Belfortstraße 16                                   |           | Viergeschossiges, traufständiges Gebäude mit Satteldach; Putzfassade durch strenge Achsenreihung, Gurtgesimse und Fensterverdachungen gegliedert; im EG Bandrustika und Rahmungen mit Keilstein; die Fenster in der Beletage durch Brüstungsfelder mit Baluster und segmentbogigen Gewänden akzentuiert; im Inneren gewölbter Keller und bauzeitliches Treppenhaus erhalten; in den 1870er Jahren als Wohnhaus erbaut und heute durch die Universität genutzt; 1911 aufgestockt, außerdem Verlegung Eingang und Einbau von Gaupen Geschützt nach §§ 2 (Gebäude) DSchG |    |
|                | Wohn- und Geschäftshaus mit Ausstattung            | Belfortstraße 27                                   |           | Viergeschossiges, traufständiges Gebäude mit nachträglich ausgebautem Satteldach; symmetrisch in fünf Achsen gegliederte Fassade mit Betonung der Mittelachse durch übereinander angeordnete Balkone; im EG Ladenlokal aus der Erbauungszeit mit großen Schaufensteröffnungen zwischen genuteten Pfeilern; im 1. und 2. OG Betonung der Fenster- und Türöffnungen durch profilierte Rahmungen mit geraden Verdachungen; das 4. OG schlicht ausgeführt und durch Gurtgesims abgesetzt; errichtet um 1900 mit späteren Umbauten. Geschützt nach §§ 2 (Gebäude) DSchG |    |
|                | Wohnhaus                                           | Belfortstraße 30, Im Grün 02, Wilhelmstraße 05, 07 |           | Wohnhaus aus vier Hausabschnitten: das zur Kreuzung als Eckgebäude ausgebildete Doppelhaus Wilhelmstraße 5 und 7 (Bild) ursprünglich zweigeschossig mit Satteldach mit jüngeren Gaupen; achsensymmetrisch gegliederte Fassade mit mittig liegenden Hauseingängen, Stichbogenöffnungen im EG und beletageartig ausgestaltetem 1. OG mit unterschiedlichen Fensterverdachungen sowie Balkon mit Schmiedeeisengitter (Nr. 5); erbaut um 1880 und um 1900 aufgestockt; in den 1950er Jahren Dachausbau mit Gaupe Geschützt nach §§ 2 (Gebäude) DSchG |    |
|                | Wohnhaus                                           | Belfortstraße 30, Im Grün 02, Wilhelmstraße 05, 07 |           | Der Gebäudeabschnitt Belfortstraße 30 (Bild): ein zweigeschossiger, vierachsiger Traufseitbau mit Satteldach und Gaupen; hierarchisch gegliederte Putzfassade mit segmentbogigen EG-Öffnungen und seitlichem Hauseingang mit Oberlichttüre; das 1. OG beletageartig mit repräsentativen Fensterrahmungen und Balkon mit Schmiedeeisengitter gestaltet; zusammen mit Wilhelmstraße 5 und 7 und Im Grün 2 um 1880 erbaut und seit damals kaum veränder Geschützt nach §§ 2 (Gebäude) DSchG |    |
|                | Wohnhaus                                           | Belfortstraße 30, Im Grün 02, Wilhelmstraße 05, 07 |           | Der Gebäudeabschnitt Im Grün 2 (Bild): ein ursprünglich zweigeschossiger, vierachsiger Traufseitbau mit steilem Mansardgiebeldach mit Gaupen; Putzfassade mit farblich abgesetzten Fensterrahmen und Klappläden; die EG-Fenster und die seitliche Tordurchfahrt segmentbogig; im 1. und 2. OG je ein Balkon über massigen Steinkonsolen angebracht; zusammen mit Wilhelmstraße 5, 7 und Belfortstraße 30 um 1880 erbaut und um 1900 um ein Vollgeschoss aufgestockt; zudem Einbau neuer Fenster. Geschützt nach §§ 2 (Gebäude) DSchG |    |
|                | Wohnhaus                                           | Belfortstraße 33, Wilhelmstraße 09                 |           | Zweigeschossiges, aus zwei Hausabschnitten bestehendes Eckgebäude mit abgewalmtem Satteldach und nachträglich eingebauten Gaupen; auf spitzwinkligem Grundstück zwischen Belfortstraße und Wilhelmstraße stehend und davor ein erhaltenswerter Garten liegend; die Putzfassaden jeweils in 3:3 Achsen gegliedert und bis auf den von Konsolen besetzten Dachüberstand frei von Fassadendekor; im EG stichbogige Öffnungen sowie zwei die Mittelachse betonende Zugänge; errichtet um 1880, die Fassade und das Dach verändert. Geschützt nach §§ 2 (Gebäude) DSchG |    |
|                | Wohnhaus mit Ausstattung                           | Belfortstraße 46                                   |           | Zweigeschossiger Traufseitbau mit Satteldach mit Gaupen; vierachsige Putzfassade mit Sandsteingliederungselementen; im flachen Seitenrisalit der segmentbogige Hauseingang mit hohem Oberlichtfenster und repräsentativer Sandsteinrahmung liegend; im 1. OG Balkon über Konsolen; hier auch die alte Balkontüre mit Kastenfenstern erhalten; weitere historische Bestandteile sind der Keller mit Holzbalkendecke und wandfeste Ausstattung wie Türen und Stuckrahmendecken; zusammen mit Belfortstraße 48 um 1875 errichtet. Geschützt nach §§ 2 (Gebäude) DSchG |    |
|                | Wohnhaus mit Gaststätte                            | Belfortstraße 52                                   |           | Dreigeschossiges Eckgebäude unter Satteldach mit Gaupen; die Putzfassade in 6:4 Achsen gegliedert bzw. die einachsige, abgeschrägte Hausecke durch einen Balkon und einen turmartigen Dachaufsatz betont; hierarchische Fassadengliederung mit Bandrustika im EG, Gesimsbändern und Keilstein besetzte Fensterrahmungen (1. OG); am Dachansatz Gesims aus gestuften Konsolen; erbaut um 1880 und bis auf den Einbau neuer Sprossenfenster die Fassade kaum verändert. Geschützt nach §§ 2 (Gebäude) DSchG |    |
|                | Wohnhaus mit Laden                                 | Belfortstraße 55                                   |           | Dreigeschossiger Traufseitbau unter Satteldach mit Gaupen; weitgehend symmetrisch gegliederte Fassade mit bandrustiziertem EG mit seitlicher Tordurchfahrt und bauzeitlichem Ladenlokal mit schlanken, gusseisernen Säulen; die Obergeschosse geklinkert bzw. hier die Fassadenmitte durch Zwillingsfenster und Lisenen betont; die Fenster in der Beletage zudem mit repräsentativen Fensterverdachungen versehen; erbaut in den 1880er Jahren und nachträglich kaum verändert (u.a. Austausch der Fenster). Geschützt nach §§ 2 (Gebäude) DSchG |    |
|                | Jesuitenkolleg, Alte Universität                   | Bertoldstraße 17, 17a, Brunnenstraße 01            |           | Vierflügelige Anlage zwischen Bertold- und Brunnenstraße als Jesuitenkolleg zwischen 1683 und 1727; Anlage 1944 ausgebrannt und bis 1957 wieder aufgebaut. Die hoch aufragende, aus Sandstein und Putzflächen gestaltete Hauptfassade der Kirche entspricht wie alle Jesuitenkirchen in ihrem Aufbau der Kirche Il Gesu in Rom und damit der Mutterkirche des 1534 durch Ignatius von Loyola gegründeten Jesuitenordens. Geschützt nach §§ 12 (Sachgesamtheit) DSchG |    |
|                | Jesuitenkolleg, Alte Universität                   | Bertoldstraße 17, 17a, Brunnenstraße 01            |           | Der dreigeschossige, langgestreckte und regelmäßig in 17 Achsen gegliederte Trakt der Alten Universität nimmt den weiten Schwung der Bertoldstraße in seiner Fassade auf. Im Westen erhebt sich die Hauptfassade der Jesuitenkirche. Im Osten gibt es einen eingeschossigen Portalbau, der zu einem kleinen, parallel zur Universitätsstraße sich erstreckenden Innenhof führt. Der große Innenhof der vierflügeligen Anlage ist ebenfalls Bestandteil der Sachgesamtheit. Geschützt nach §§ 12 (Sachgesamtheit) DSchG |    |
|                | Brunnen                                            | Bertoldstraße 26 (bei)                             |           | Brunnen aus Muschelkalk mit geschwungenem, polygonalem Trog und einer nach unten ausbauchenden Brunnensäule mit bekrönender Vase; aufgestellt 1886. Geschützt nach §§ 2 (Kleindenkmal) DSchG |    |
|                | Verwaltungsgebäude mit Grünfläche                  | Bertoldstraße 43                                   |           | Aus zwei Gebäudeteilen und einer Grünfläche bestehende Sachgesamtheit; das mit seiner Schmalseite zur Bertoldstraße ausgerichtete zehnstöckige Hauptgebäude erhebt sich über einer konisch zugeschnittenen Grundfläche, was einen leichten Fassadenknick erzeugt; über dem vollständig verglasten EG ist die Fassade rasterartig durch die Stahlbetonrahmen und horizontale Betonbänder gegliedert; errichtet 1956/61 als einer der ersten Hochhausbauten unter den Arch. Linde, Schilling und Hiß im Stil des progressiven Wiederaufbaus. Geschützt nach §§ 2 (Sachgesamtheit) DSchG                                                                                              |    |
|                | Verwaltungsgebäude mit Grünfläche                  | Bertoldstraße 43                                   |           | Zweigeschossiger, verglaster Stahlbetonbau mit Flachdach auf der Grünfläche zum Rotteckring; 1956/61 zusammen mit dem Hauptgebäude anstelle des 1944 zerstörten Bertholdgymnasiums erbaut. Geschützt nach §§ 2 (Sachgesamtheit) DSchG |    |
|                | Stadttheater mit Vorplatz                          | Bertoldstraße 46                                   |           | Plastisch durchgebildeter, mit hellem Sandstein verkleideter Baukörper; die halbrunde, durch hohe Foyerfenster gegliederte Hauptfassade ist zum Platz der Alten Synagoge ausgerichtet, von wo aus eine leicht ansteigende Zufahrt hoch führt; nach Plänen des Berliner Architekten Heinrich Seeling zwischen 1905 und 1910 in reduzierten Jugendstilformen erbaut, 1939 unter Schlippe purifiziert und zwischen 1949 und 1962 wieder aufgebaut. Der erhöhte Standort geht zurück auf die barocke Bastion, auf welcher zuvor die Villa Klehe und dann das Theater erbaut wurde. Geschützt nach §§ 2 (Gebäude) DSchG                                                                 |    |
|                | Stadttheater, sog. Kleines Haus                    | Bertoldstraße 46                                   |           | Aus zwei kubischen Bauteilen bestehender Theateranbau an der Sedanstraße; die Sandsteinfassade von geschlossenen, nur durch schmale (z.T. blinde) Öffnungen durchbrochene Wandflächen dominiert; der sich parallel zur Freitreppe ziehende Querbau im EG arkadenartig geöffnet; 1940er/1950er Jahre. Geschützt nach §§ 2 (Gebäude) DSchG |    |
|                | Wohn- und Geschäftshaus                            | Bertoldstraße 51                                   |           | Dreigeschossiger Traufseitbau mit Satteldach mit Gaupenreihe; verputzte Lochfassade mit weiten, geschosshohen Rundbogenöffnungen und Tordurchfahrt im EG; die Obergeschosse darüber regelmäßig in fünf Achsen gegliedert; errichtet um 1850 als Bestandteil der entlang der nördlichen Bertoldstraße sich erstreckenden Reihe von Tordurchfahrtshäusern; nach 1944 wohl in Teilen wieder aufgebaut bzw. die Fassade vereinfacht und das Dach ausgebaut. Geschützt nach §§ 2 (Gebäude) DSchG |    |
|                | Wohn- und Geschäftshaus                            | Bertoldstraße 53                                   |           | Dreigeschossiger Traufseitbau mit Satteldach mit Gaupen; verputzte Lochfassade mit weiten, geschosshohen Rundbogenöffnungen und Tordurchfahrt im EG; die Obergeschosse darüber regelmäßig in vier Achsen gegliedert und die Horizontale durch schmale Gurtbänder akzentuiert und der Dachansatz durch ein Gesims aus gestuften Konsolen betont; errichtet um 1850 als Bestandteil der entlang der nördlichen Bertoldstraße sich erstreckenden Reihe von Tordurchfahrtshäusern und nach 1944 leicht verändert (v.a. EG und Dach). Geschützt nach §§ 2 (Gebäude) DSchG |    |
|                | Fassade des Wohnhauses                             | Bertoldstraße 61                                   |           | Verputzte Fassade mit Rundbogenöffnungen im EG und achsensymmetrisch gegliederten Obergeschossen; die Horizontale durch profilierte Gurtbänder und darauf sich reihende Fenster mit Klappläden betont; in der Mittelachse der Beletage ein Balkon über Steinkonsolen abgebracht; errichtet um 1850 als Bestandteil der entlang der nördlichen Bertoldstraße sich erstreckenden Reihe von Tordurchfahrtshäusern und bis auf die Fassade nach 1944 neu erbaut, bzw. die Tordurchfahrt zu Ladenzugang umgebaut. Das Haus selbst ist erhaltenswert. Geschützt nach §§ 2 (Bauteil) DSchG                                                                                                |    |
|                | Wohn- und Geschäftshaus                            | Bertoldstraße 63                                   |           | Nach drei Seiten freistehendes dreigeschossiges Gebäude mit abgewalmtem Satteldach mit Dachaufsatz und Gaupen; die zur Ecke hin abgeschrägte Putzfassade durch Horizontalgesimse und strenge Achsreihung gegliedert; die seitliche Tordurchfahrt und die EG-Fenster jeweils rundbogig; die Fenster überwiegend mit Klappläden versehen, die Gewände und das Traufgesims farblich abgesetzt; erbaut um 1850 als Bestandteil einer Reihe von Tordurchfahrtshäusern und nachträglich kaum verändert. Geschützt nach §§ 12 (Gebäude) DSchG |    |
|                | Wohnhaus mit Ausstattung,Vorgarten und Einfriedung | Bismarckallee 16                                   |           | Freistehendes dreigeschossiges Doppelhaus am westlichen Zugang zur Rosastraße mit steilem Mansarddach mit Gaupen; symmetrisch gegliederte Hauptfassade mit mittig liegendem Erker und Zwerchhaus; Fassadendekoration durch Lisenen und Horizontalgesimse; einschließlich bauzeitlicher wandfester Ausstattung im Inneren; errichtet 1898 nach Plänen des Freiburger Architekten Friedrich Ploch. Zur Sachgesamtheit gehört neben dem Garten auch die Einfriedung. Geschützt nach §§ 2 (Sachgesamtheit) DSchG |    |
|                | Bankgebäude                                        | Bismarckallee 18                                   |           | Mehrgeschossiges Gebäude zwischen Bismarckallee, Friedrich- und Rosastraße; ausgehend von dem turmartigen Hauptgebäude im Norden (mit angebautem Treppenhaus) stuft sich der vorgelagerte Baukörper zur Rosastraße hin gekonnt ab, wobei die einzelnen Geschosse jeweils großflächiger werden; über dem Vorplatz stößt das 1. OG stützenlos vor, was dem Vorplatz einen besonderen Akzent verleiht; errichtet 1970 durch Arch. Günther Balser anstelle des zerstörten Hotels Europäischer Hof. Geschützt nach §§ Prüffall DSchG |    |
|                | Wandbrunnen                                        | Brunnenstraße 01                                   |           | Kleiner Wandbrunnen aus Granit mit kannelierter Halbschale und abgerundetem Granitstein als Stock; um 1868. Der Brunnen ist an der Seitenfassade der Alten Universität eingelassen, siehe hierzu Bertoldstraße 17, 17a, Brunnenstraße 1 (Flst. Nr. 0-577). Geschützt nach §§ 2 (Bauteil) DSchG |    |

### Brühl
- St. Elisabeth, erbaut 1965, ehemaliges katholisches Kirchengebäude

### Ebnet
- Schloss Ebnet, erbaut 1696, mit Heilig-Kreuz-Kapelle

### Herdern
- Friedrich-Gymnasium, erbaut 1904

### Mooswald
- Alter jüdischer Friedhof, angelegt 1870

### Neuburg
- Alter Friedhof, 1683 eingerichtet, heute stillgelegt

### Oberau
- Dreikönigshaus, spätbarock, ursprünglich Gastwirtschaft

### Stühlinger
- Herz-Jesu-Kirche, neugotischer Kirchenbau, erbaut 1897

### Waldsee
- Möslestadion, Fußballstadion, erbaut 1922

### Wiehre
- Knopfhäusle-Siedlung, Arbeitersiedlung, errichtet 1869 bis 1886
- Lorettokapelle, auf dem Lorettoberg, erbaut 1657/60
- St. Georg und Bonifatius, erbaut 1894, ursprünglich Kirchengebäude der anglikanischen Gemeinde
- Katholische Kirche St. Johann, neuromanischer Kirchenbau, erbaut 1894–99
- Katholische Kirche St. Cyriak und Perpetua, erbaut 1718
- Wohnhaus Mercystraße 2, ehemals Wohnhaus des Dichters Reinhold Schneider
- Beethovenstraße 8, ehemalige Villa von Arthur Knopf
- Lorettobad, ältestes erhaltenes Freibad in Baden-Württemberg